# Зеликов, Анатолий Яковлевич
Анатолий Яковлевич Зеликов (род. 7 марта 1937 год, село Богдань, Новохоперский район, Воронежская область) — председатель Белгородской областной думы (1997—2010). Член Совета Федерации.

## Биография
Родился 6 марта 1937 года в селе Богдань Новохоперского района Воронежской области. В 1962 году закончил Воронежский сельскохозяйственный институт. В 1970 году – Московскую высшую партийную школу.

## Награды и звания
- Орден «За заслуги перед Отечеством» IV степени (6 марта 2007 года) — за активное участие в законотворческой деятельности и многолетнюю добросовестную работу[3].
- Орден Почёта (13 июня 1996 года) — за заслуги перед государством и многолетний добросовестный труд[4].
- Орден Дружбы (22 июля 2002 года) — за заслуги в укреплении законности, активную законотворческую деятельность и многолетнюю добросовестную работу[5].
- Почётный гражданин Белгородской области[6].
- Почётный гражданин Ивнянского района[2].